# Lac de Neusiedl
Le lac de Neusiedl ou lac Fertő (allemand : Neusiedler See ; hongrois : Fertő tó [ˈfɛɾtøː toː]) est le deuxième plus grand lac de steppe d'Europe centrale (après le Balaton) et est situé à la frontière entre l'Autriche et la Hongrie.

## Description
Ce lac de soude, endoréique a une superficie de 315 km2, dont 240 km2 sont autrichiens et 75 km2 sont hongrois. Le bassin versant du lac a une aire d'environ 1 120 km2. Du nord au sud, le lac mesure 36 kilomètres de long pour une largeur de 6 à 12 kilomètres d'est en ouest. Le lac se situe à une altitude moyenne de 115,45 m au-dessus de la mer Adriatique et sa profondeur n’excède pas 1,80 mètre. Du fait de sa faible profondeur, les précipitations et l'aridité peuvent provoquer des variations significatives de son niveau. Ainsi il est arrivé plusieurs fois par le passé que le lac ait complètement disparu, le plus récemment au début du XXe siècle. En  2003, le niveau de l'eau a fortement diminué (moins 30 centimètres en un an) ce qui posa problème pour la navigation et l'exploitation commerciale, car les bateaux s'échouaient de plus en plus souvent.
La majeure partie du lac, vestige de l'ancien lac Pannonien, est entourée de roselières qui sont autant d'abris à biodiversité. Plus de 250 espèces d'oiseaux aquatiques y ont élu domicile : hérons, poules d'eau, canards et oies sauvages, mouettes, sarcelles, cigognes, outardes, aigrettes, etc. Les caractères de son eau sont déterminés par la forte teneur en sel et par la boue anoxique formant les sédiments. Durant les mois d'été, les incendies sur son pourtour ne sont pas rares, car le roseau sec est facilement inflammable, et les feux se répandent rapidement en raison du vent.
Avant les travaux de drainage du XIXe siècle, le lac s’étendait au sud-est jusqu’aux marais du Hanság. Les travaux l'ont relié au Danube et à la Raab. Aujourd'hui, le niveau d'eau est régulé par une écluse située sur le territoire hongrois, près de Fertőújlak (Mekszikópuszta). Les questions bilatérales sont traitées par la commission austro-hongroise de l'eau. 
Le lac a été reconnu réserve de biosphère par l'Unesco dans sa partie autrichienne en 1977 et hongroise en 1979. En 2001, les parcs nationaux Neusiedlersee-Seewinkel, situé en Autriche, et Fertő-Hanság, situé en Hongrie, ont été inscrits simultanément sur la liste du patrimoine mondial. Ils ont pour objectif de préserver la faune et la flore typiques de la zone de transition entre l'espace alpin et l'espace euro-asiatique.
La région du lac de Neusiedl attire chaque année de nombreux touristes. Le lac est surnommé la « mer des Viennois » car il offre des bonnes conditions pour la pratique de la voile et de la planche à voile. En hiver, le gel transforme le plan d'eau permettant ainsi la pratique de patinage à voile ou de voile sur glace. En 1996 et 2010, il accueille les Championnats du monde de char à glace. Des pêcheurs professionnels y exercent également.
Les localités les plus importantes situées sur le rivage du lac sont Illmitz, Podersdorf am See, Weiden am See, Neusiedl am See, Jois, Winden am See, Breitenbrunn am Neusiedler See, Purbach am Neusiedlersee, Donnerskirchen, Oggau am Neusiedler See, Rust et Mörbisch am See en Autriche, et Fertőrákos, Fertőboz, Fertőd, Fertőújlak et Balf en Hongrie. Les communes d'Illmitz, de Podersdorf et d’Apetlon forment le dénommé Seewinkel (coin du lac), qui est situé entre le lac et la frontière hongroise.
Pour remédier à l'asséchement  du lac, un projet prévoit un canal d'approvisionnement en eau creusé à partir d'un affluent du Danube. Mais il se heurte aux résistances des défenseurs de l'environnement, qui redoutent toute interférence dans le cycle naturel avec l'apport d'eaux extérieures diluant les niveaux salins et causant d'irréparables dégâts  à l'écosystèmel .

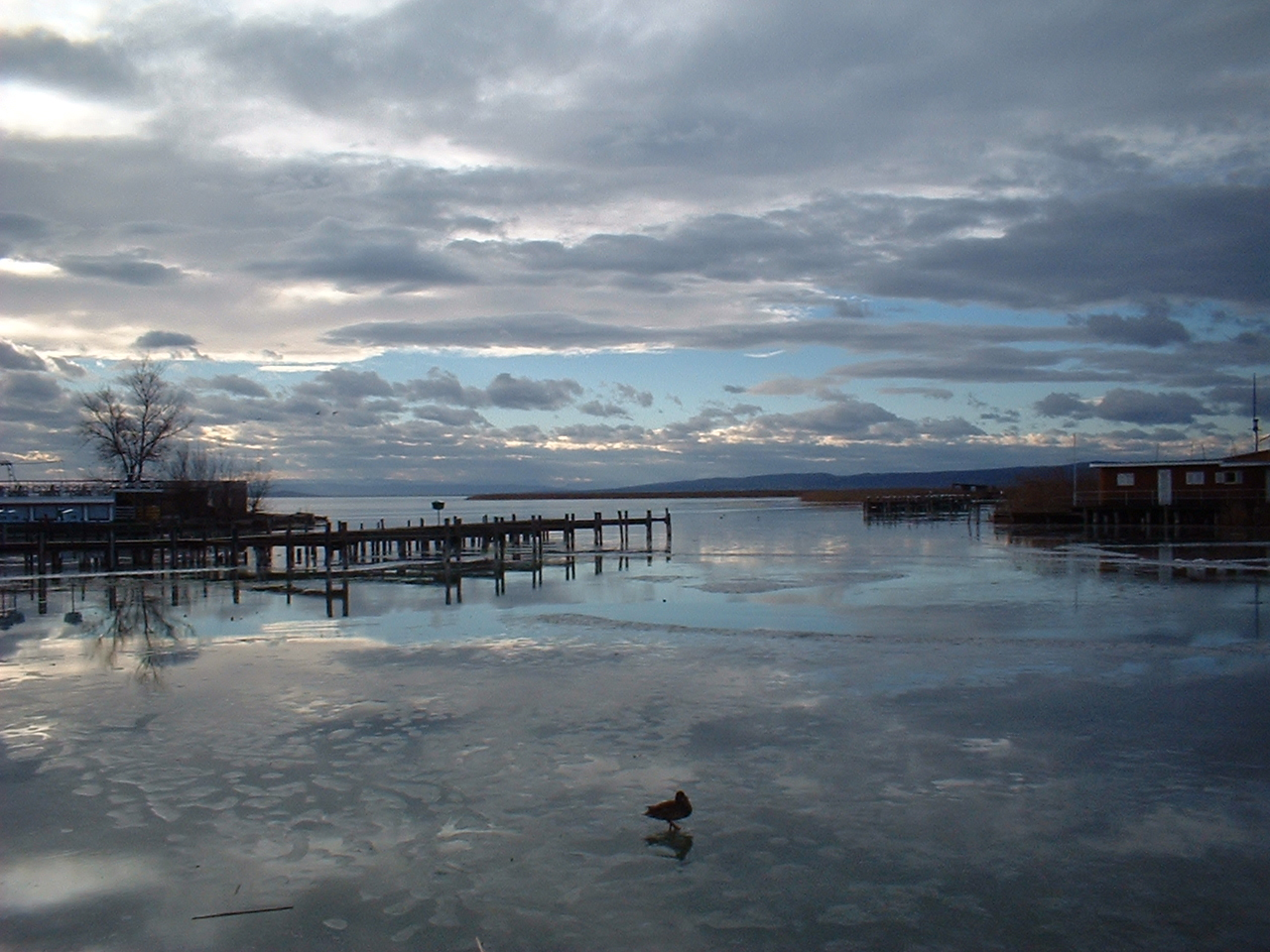
Le lac de Neusiedl en hiver.
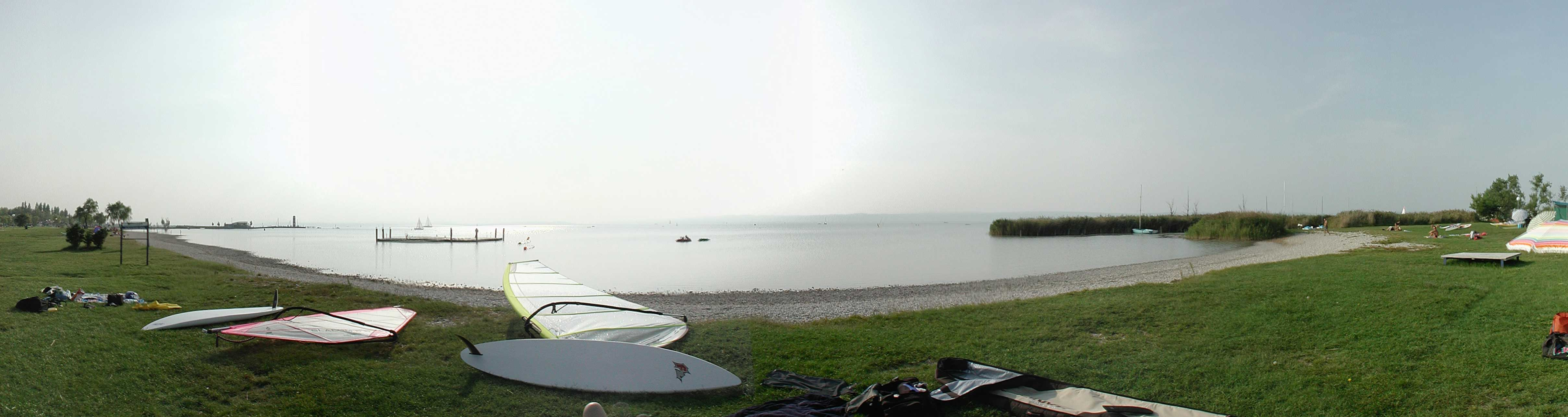
Vue panoramique sur le lac en été depuis Podersdorf.

## Le lac dans l'expression artistique

### Littérature
Françoise Chandernagor, à la fin de son roman L'Archange de Vienne, évoque la disparition du Neusiedlersee, une fois par siècle.